# United States Secret Service
Lo United States Secret Service (abbreviato Secret Service o USSS), è un'agenzia del governo federale degli Stati Uniti d'America nata per combattere la contraffazione della valuta, le cui mansioni si sono poi estese alla protezione dei Presidenti degli Stati Uniti, delle rispettive famiglie e dei capi di stato in visita negli Stati Uniti e successivamente anche al contrasto ai reati informatici. Fino al 2003 era dipendente dal Dipartimento del Tesoro, per poi passare al Dipartimento della Sicurezza Interna.

## Storia
Istituito il 5 luglio 1865 a Washington per combattere la contraffazione della moneta, dopo l'assassinio di William McKinley avvenuto il 14 settembre 1901, il Congresso degli Stati Uniti decise di conferirgli anche l'incarico di protezione del Presidente.
Con la morte di John Fitzgerald Kennedy a Dallas il 22 novembre 1963, il Secret Service fu accusato di non aver svolto completamente il proprio compito. Il 5 giugno 1968, dopo l'assassinio di Robert Kennedy, il Congresso ampliò l'ordine di protezione anche ai candidati alla Casa Bianca 120 giorni prima delle elezioni, agli ex presidenti fino a 10 anni dalla fine del loro mandato e ai loro figli fino a 16 anni. Nell'ambito della protezione di personalità e dei loro familiari, il Secret Service può contare su tutte le informazioni necessarie dalle diverse agenzie governative.
Il servizio si occupa della frode finanziaria in tutti i campi, da quella della carta di credito alla Truffa alla nigeriana. Disponendo di mezzi scientifici importanti, il Secret Service può aiutare la polizia locale a risolvere questi crimini. Nel 1984 il Congresso approvò il Comprehensive Crime Control Act, che estese la giurisdizione del Secret Service anche alle truffe con carte di credito ed alle frodi informatiche.
Nel 1990 il Secret Service iniziò l'Operazione Sundevil, intesa a catturare alcuni hacker ritenuti responsabili di aver interferito con i servizi telefonici statunitensi. Tutti gli indagati furono in seguito assolti, ma il Secret Service fu citato da numerose persone coinvolte senza alcun motivo nell'indagine e condannato a pagare i danni relativi. Tali vicende sono narrate nel libro di Bruce Sterling Giro di vite contro gli hacker. Dopo la legge USA PATRIOT Act del 26 ottobre 2001 il ruolo del Secret Service contro la criminalità informatica è stato potenziato.
Con la creazione del Dipartimento nazionale di sicurezza interna il Secret Service dal 2003 è passato alle sue dipendenze. Al 2010, l'agenzia conta circa 6500 persone, di cui 3200 agenti speciali, 1300 agenti in uniforme e 2100 impiegati amministrativi e tecnici.

## Caratteristiche
Il secret service, nonostante il nome, non costituisce un servizio segreto nell'accezione comune del termine, in quanto non si occupa di intelligence. È pertanto impropria la traduzione letterale del nome dell'agenzia in "servizi segreti", talora ricorrente in ambito giornalistico e nei doppiaggi cinematografici in lingua italiana.
Infatti venne creato principalmente per la prevenzione e investigazione della falsificazione di valuta degli Stati Uniti e per la protezione del Presidente, del vicepresidente e delle loro famiglie, dei candidati politici alla presidenza 120 giorni prima delle elezioni presidenziali e della sicurezza dei capi di Stato stranieri in visita nel Paese, nonché degli ex presidenti per un limitato arco di tempo dopo la scadenza del loro mandato.
Indaga inoltre su una varietà di reati di frode, furto finanziario ed in generale in materia di crimine informatico.

## Cronologia dei direttori
1. William P. Wood (1865 - 1869)
2. Herman C. Whitley (1869 - 1874)
3. Elmer Washburn (1874 - 1876)
4. James Brooks (1876 - 1888)
5. John S. Bell (1888 - 1890)
6. A.L. Drummond (1891 - 1894)
7. William P. Hazen (1894 - 1898)
8. John E. Wilkie (1898 - 1911)
9. William J. Flynn (1912 - 1917)
10. William H. Moran (1917 - 1936)
11. Frank J. Wilson (1937 - 1946)
12. James J. Maloney (1946 - 1948)
13. U.E. Baughman (1948 - 1961)
14. James J. Rowley (1961 - 1973)
15. H. Stuart Knight (1973 - 1981)
16. John R. Simpson (1981 - 1992)
17. John W. Magaw (1992 - 1993)
18. Eljay B. Bowron(1993 - 1997)
19. Lewis C. Merletti (1997 - 1999)
20. Brian L. Stafford (1999 - 2003)
21. W. Ralph Basham (2003 - 2006)
22. Mark Sullivan (dal 31 maggio 2006 al 27 marzo 2013)
23. Julia Pierson (dal 27 marzo 2013 al 1º ottobre 2014)
24. Joseph Clancy (dal 5 ottobre 2014 al 4 marzo 2017)
25. Randolph Alles (dal 25 aprile 2017 al 1º maggio 2019)
26. James M. Murray (dal 1º maggio 2019 al 17 settembre 2022)
27. Kimberly Cheatle (dal 17 settembre 2022 al 23 luglio 2024)
28. Ronald L. Rowe, Jr. (dal 23 luglio 2024 al 22 gennaio 2025, ad interim)
29. Sean Curran (dal 22 gennaio 2025)